# جوليس بيرتن
جوليس بيرتن (بالفرنسية: Jules Bertin)‏ (و. 1826 – 1892 م) هو نحات فرنسي، ولد في سان دوني، توفي في باريس، عن عمر يناهز 66 عاماً.